# ورنوی-سو-کوسی
وِرنوی-سُو-کوسی (به فرانسوی: Verneuil-sous-Coucy) یک کمون در فرانسه است که در پیکاردی واقع شده‌است.

## خصوصیات
ورنوی-سو-کوسی ۴٫۵۸ کیلومترمربع مساحت و ۱۲۸ نفر جمعیت دارد.